# St. Laurent Shopping Centre

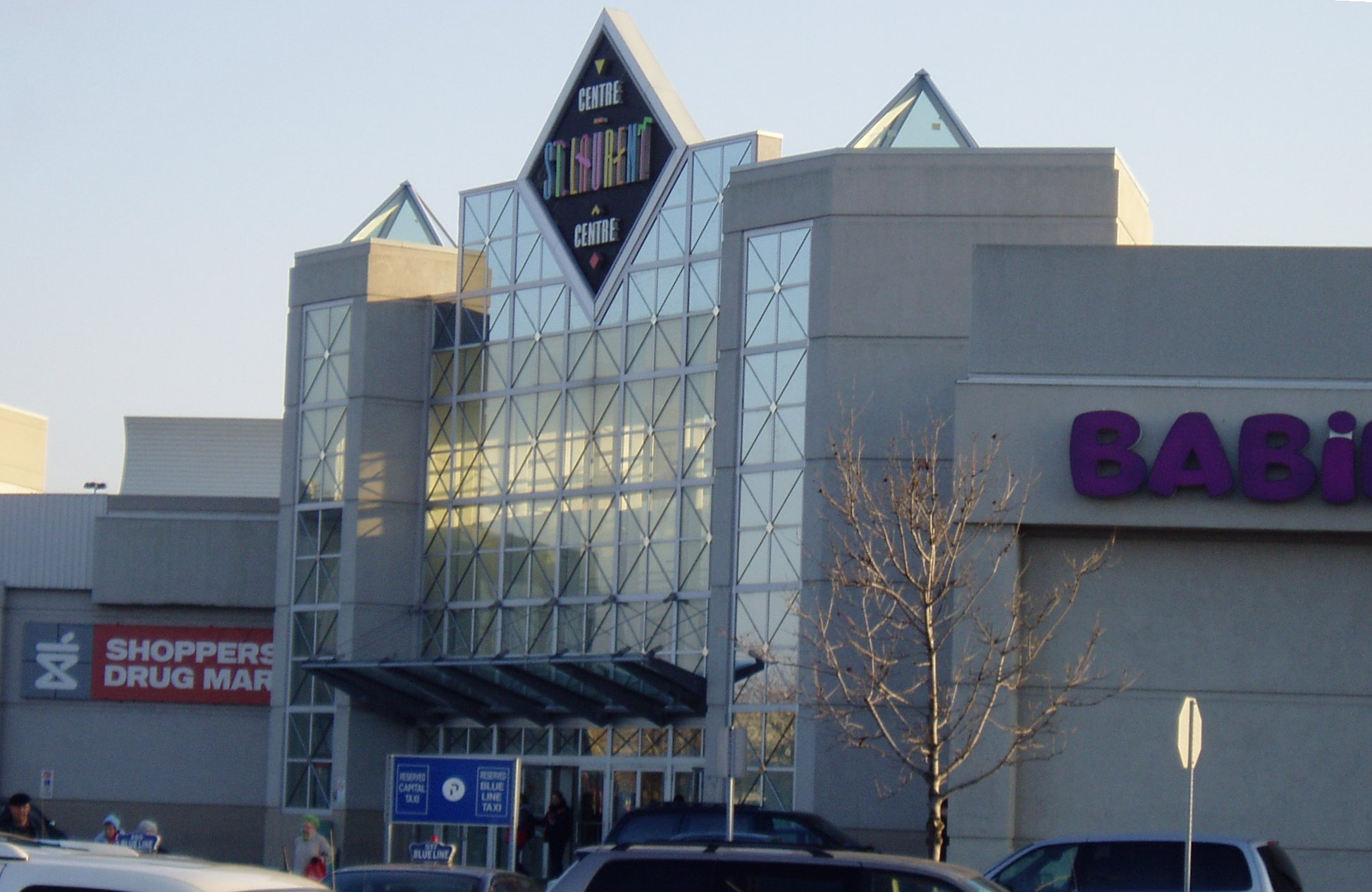
St Laurent Shopping Centre em Ottawa.

O St. Laurent Shopping Centre é um shopping center localizado na cidade de Ottawa, Ontário, no Canadá.